# Stefan Pente
Stefan Pente (* 1964 in Zürich) ist ein Bildhauer, Regisseur, Filmproduzent, Kameramann und Schauspieler.

## Leben und Werk
Pente lernte Krankenpfleger in einer psychiatrischen Klinik. Von 1992 bis 1994 studierte er an der Weiterbildungsklasse für Bildende Kunst an der Hochschule für Gestaltung Zürich. Seit 1995 lebt und arbeitet er überwiegend in Berlin.
In seiner Kunst stellt Pente Fragen zur Identitätsbildung durch Beschreibungen, Zuordnungen und Kategorisierungen. Mit Skulptur, Installationen und Performances „so weit außerhalb des sprachlich Denkbaren wie möglich stellt er die Notwendigkeit und die Motivation für die Darstellungen und Beschreibungen des exotischen Anderen in Frage“.
2017 war er Villa-Romana-Preisträger.

## Gruppenausstellungen und Performative Interventionen
(Quelle:)
2008
- Anda...El tren blindado...the creature and die liebe (1). Mit Discoteca Flaming Star, Freymond-Guth, berlinartprojects, Berlin
- unnamed series part 0,1 und 2. Mit Ines Schaber, Brussels Biennial, Brüssel
- one hand on open. Mit William Locke Wheeler, Berlinale, Berlin
- Reihe Ordnung sagt SEX. Kunstverein Harburger Bahnhof, Hamburg

2009
- one hand on open. Mit William Locke Wheeler. USF Verftet (Bergen, NO)
- und. Temporäre Kunsthalle Berlin
- Come in, friends, the house is yours, unnamed series part 4 und 5. Mit Ines Schaber. Künstlerhaus Stuttgart.
- Werkschau, Kantonaler Stipendienwettbewerb, F+F Schule für Kunst und Design (Zürich)
- What You Can’t See, Unnamed Series part 2. Mit Ines Schaber. Belfast Exposed Photography (Belfast)

2010
- unnamed series part 2 und 7. Mit Ines Schaber, Passerelle Centre d'art contemporain, Brest, FR
- The Face of the Indian. Mit William Locke Wheeler. W139 (Amsterdam), Sophiensæle (Berlin).
- The Morning After. Mit William Locke Wheeler. Livingroom (Berlin).

2011
- Körper und Landschaft. queer feministische Seminare mit Sabian Baumann. Zürcher Hochschule der Künste, Haute école d’art et de design Genf
- look what they’ve done to my song. Galerie Mark Müller (Zürich).

2012
- Lieber Aby Warburg, was tun mit Bildern? –unnamed series part 2. Mit Ines Schaber. Museum für Gegenwartskunst Siegen.

2014
- Faith and Tracey. Mit William Locke Wheeler. Beursschouwburg (Brüssel).
- Drawing for Witnesses (are they dead? No they’re just frozen). Mit William Locke Wheeler. Beursschouwburg (Brüssel).
- the operetta the swansong. Teilnahme an einem performativen, stadt- und genderpolitischen Projekt. Sophiensæle, Ausland, Ambulatorium Theater (Berlin).

2015
- Lowering Something / etwas absenken. Kunsthaus KuLe (Berlin).
- Air Signs. Mit William Locke Wheeler. Ausland (Berlin).

2016
- touched, pushed and moved. Ausland (Berlin), Hochschulübergreifendes Zentrum Tanz HZT (Berlin).

## Preise und Stipendien
(Quelle:)
- 1995: Stipendium der Stadt Zürich, Eidgenössisches Kunststipendium
- 2000: Projektförderung der Senatsverwaltung Berlin
- 2002: Kunstkredit der Stadt Zürich
- 2004: Residenzstipendium Schloss Bröllin, Land Brandenburg
- 2006: Residenzstipendium Fabrik Potsdam; Arbeitsstipendium der Senatsverwaltung Berlin
- 2008: Fleetstraße Residenzstipendium (Hamburg)
- 2014: Residenz Künstlerhäuser Worpswede
- 2015: Recherche- und Arbeitsstipendium der Senatsverwaltung Berlin; Residenz ausland ev. Berlin
- 2017: Villa Romana